# قبه میر دیوان
۴۰°۰۸′۲۵″شمالی ۴۴°۰۹′۴۲″شرقی / ۴۰٫۱۴۰۲°شمالی ۴۴٫۱۶۱۸°شرقی
قبه میر دیوان 
Quba Mêrê Dîwanê بزرگترین معبد ایزدی در جهان است. این معبد در روستای آکنالیچ در استان آرماویر ارمنستان قرار دارد، جایی که ایزدی‌ها بزرگترین اقلیت مذهبی هستند. روستای آکنالیچ در ۳۵ کیلومتری غرب ایروان، پایتخت ارمنستان، واقع شده است.
این معبد در سپتامبر ۲۰۱۹ افتتاح شد و مراسم افتتاحیه آن توسط معاون نخست‌وزیر ارمنستان و دیگر مقامات ارمنی حضور داشتند.
این معبد ۲۵ متر ارتفاع دارد و شامل هفت گنبد است که دور یک سقف قوسی مرکزی قرار گرفته‌اند و شامل یک مدرسه دینی و موزه است. این معبد به فرشته ملک طاووس و هفت فرشته در تئولوژی ایزدی‌ها تقدیم شده است. گنبد بزرگتر و هفت گنبد دیگر نمادی از فرشته‌ها هستند و با خورشیدهای طلایی تزئین شده‌اند. طراحی این معبد به شدت الهام گرفته از لالیش در شمال عراق است که مقدس‌ترین معبد ایزدی‌ها و محل زیارت است. در کنار معبد، یک قبرستان ایزدی قرار دارد. در پارک مجسمه‌ای روبروی معبد، یک مجسمه از برنده جایزه نوبل نادیا مراد، یک مجسمه از آندرانیک اوزانیان، فرمانده نظامی ارمنی که در اواخر دهه ۱۸۸۰ با امپراتوری عثمانی جنگید، و یک صلیب رسولی ارمنی درآمیخته با خورشید ایزدی وجود دارد که نماد هماهنگی مذهبی است.
این معبد توسط یک ایزدی ارمنی که در روسیه زندگی می‌کند به نام میرزا سلویان تأمین مالی شده است و چند متر دورتر از زارات، اولین معبد ایزدی ارمنستان که در سال ۲۰۱۲ تأسیس شد، ساخته شده است. این معبد توسط آرتاک غولیان، یکی از پرکارترین معماران ارمنی در ساخت ساختمان‌های مذهبی، طراحی شده است.
ایزدی‌ها یکی از بزرگترین اقلیت‌های قومی در ارمنستان هستند و به یک اعتقاد کهن و یکتاپرستانه اعتقاد دارند که شباهت‌هایی با مسیحیت، هندوئیسم، یهودیت، صوفی‌گری، و زرتشتی‌گری همراه با عناصری از دین‌های ایران باستان دارد.
طبق سرشماری در ارمنستان، در سال ۲۰۱۱ حدود ۳۵۰۰۰ یزدی در ارمنستان زندگی می‌کردند که عمدتاً در مناطق غربی و شمالی جنوب قفقاز بودند.